# Dorpskerk (Boijl)
De Dorpskerk is een kerkgebouw in Boijl, gemeente Weststellingwerf, in de Nederlandse provincie Friesland. De kerk is een rijksmonument.

## Beschrijving
De zaalkerk met driezijdige koorsluiting en steunberen is volgens de jaartalankers in 1617 gebouwd ter vervanging van een oudere voorganger die gewijd was aan Sint Maarten (institutiebrief van 20 juni 1509). Het orgel is van een onbekende orgelbouwer. De kerk heeft geen toren. In de klokkenstoel op het kerkhof hangt een klok uit 1399 met als randschrift: Ende Lut bequame, Martines Klock is mijn name. In't jaer van ons Heeren 1399.